# Trung tâm hành chính thành phố Đà Nẵng
Trung tâm Hành chính Đà Nẵng là một công trình nhà chọc trời tại Đà Nẵng, Việt Nam. Tòa nhà này cao 166.90 m, có 34 tầng nổi và 2 tầng hầm, bắt đầu khởi công từ năm 2008 và được hoàn thành vào năm 2014. Đây từng là tòa nhà cao nhất Đà Nẵng giai đoạn từ năm 2014 đến năm 2017 và hiện tại là tòa nhà cao thứ 5 Đà Nẵng và cao thứ 46 Việt Nam. Vì hình dáng đặc biệt, nơi này thường được gọi với biệt danh "tòa nhà trái bắp" của thành phố Đà Nẵng.
Tòa nhà này là nơi làm việc của 24 sở ban ngành của thành phố Đà Nẵng, được cho là công trình có ý nghĩa đặc biệt quan trọng. Đến năm 2016, chi phí vận hành của tòa nhà này là khoảng 1 tỷ đồng mỗi tháng. Mặc dù năm 2008, hãng thiết kế Destefano Partners được Viện kiến trúc sư Mỹ phân hiệu Chicago (AIA Chicago) trao giải thưởng về thiết kế bền vững, thân thiện môi trường cho thiết kế của công trình này, cũng như được đầu tư xây dựng hơn 2000 tỷ đồng, nhưng chỉ sau 2 năm được đưa vào sử dụng thì tòa nhà này đã bị cho là "quá nóng và thiếu dưỡng khí". Việc thiết kế bất hợp lý và "thiếu oxi" của tòa nhà đã gây ra nhiều tranh cãi trong năm 2016. Mặc dù xuất hiện ý kiến di dời tòa nhà hành chính Đà Nẵng, nhưng nhiều ý kiến phương án này quá lãng phí này. Mặc dù từng có dự định di chuyển một số ban ngành ra khỏi tòa nhà này, nhưng đến nay, đây vẫn tiếp tục là tòa nhà Trung tâm Hành chính của thành phố Đà Nẵng.